# Digital Universe Atlas

Digital Universe Atlas (Atlas Digital do Universo) ou Digital Universe é um software livre e de código aberto de planetário, disponível sob os termos da Illinois Open Source License, e roda em AmigaOS 4, IRIX, Linux, Mac (10.5 e acima) e Windows.
É uma aplicação de visualização independente do espaço de 4 dimensões, construído no Partiview, um motor de visualização de dados programável projetado por Stuart Levy da National Center for Supercomputing Applications (NCSA) como um adjunto do Diretor Virtual da NCSA, projeto de coreografia virtual. O projeto do Virtual Universe Atlas foi lançado pela American Museum of Natural History no Hayden Planetarium com o suporte de programação significativa da National Aeronautics and Space Administration, bem como Stuart Levy. O banco de dados baseia-se na National Virtual Observatory.
Um motor de visualização muito mais poderoso do que qualquer outra aplicação freeware, é, no entanto, ainda muito menos conhecida entre os astrônomos amadores.
Junto com o Celestia e o  simulador Orbiter, e ao contrário da maioria das outras aplicações de planetário, as ações do Digital Universe compartilham a capacidade de visualizar o espaço de pontos fora da Terra. Construído pelo trabalho da japonesa RIKEN, suas representações de planetas e visualizações de zoom podem igualar ou ultrapassar o Celestia e o Orbiter. Ao contrário do Celestia e do Orbiter, a visualização de alta precisão de distâncias superiores à Via Láctea é parte integrante do software e dos conjuntos de dados. Isso permite uma flexibilidade incomparável em traçar itinerários que revelam verdadeiras distâncias e configurações de objetos no céu observável. Portanto, melhora a compreensão dos ambientes do sistema solar em termos de observador neutro celestial coordinate system - sistemas que não são nem geocêntricos nem heliocêntricos - como o galactic coordinate system e o supergalactic coordinate system. Aqui está como os desenvolvedores do projeto caracterizam o propósito do Digital Universe Atlas:
O Digital Universe Atlas foi desmembrado numa plataforma planetária comercial de SCISS chamada UniView que foi destaque na festa da estrela da Casa Branca, em 7 de Outubro de 2009. O banco de dados Atlas e a interface de Partiview é compatível com software planetário profissional, como o de Evans & Sutherland, o Digistar e também o DigitalSky 2.